# 18è districte de París
El 18è districte és un dels vint districtes de París, França. Es troba a la riba dreta del Sena. amb una àrea de 6,005 km² és s especialment cèlebre perquè conté el districte de Montmartre, amb una cota dominada per la Basílica del Sacré Cœur, així com el famós Moulin Rouge.
El 18è districte també conté el barri africà i nord-africà de la Goutte d'Or, famós pel seu mercat, el marché Barbès, en què es poden comprar productes africans.
El 18è districte va assolir la seva població màxima el 1931, quan tenia 288.810 habitants. Des d'aleshores, ha perdut una mica més de cent mil habitants. A l'últim cens (1999), la població era de 184.586 habitants, i comptava amb 70.285 llocs de treball.
| Any (dels censos francesos) | Població | Densitat (hab. per km²) |
| --------------------------- | -------- | ----------------------- |
| 1931 (pic de població)      | 288.810  | 48.095                  |
| 1962                        | 254.974  | 42.460                  |
| 1968                        | 236.776  | 39.430                  |
| 1975                        | 208. 970 | 34. 799                 |
| 1982                        | 186. 866 | 31. 118                 |
| 1990                        | 187. 657 | 31. 250                 |
| 1999                        | 184. 586 | 30.713                  |
| 2005 (est.)                 | 188.500  | 31.416                  |

## Barris
Cadascun dels vint districtes de París se subdivideix en quatre barris (quartiers). Aquests són els quatre barris del 18è districte:
- Quartier Grandes-Carrières
- Quartier de Clignancourt
- Quartier de la Goutte-d'Or
- Quartier de La Chapelle